# 珠眼嘲鸫
珠眼嘲鸫（学名：Margarops fuscatus），是雀形目嘲鸫科的一种鸟类，属于单型的珠眼嘲鸫属（学名：Margarops）。
珠眼嘲鸫体重约98.43克，翼长约13.23厘米，喙宽度约5.4毫米，喙厚度约7.8毫米，嘴峰长约31.3毫米，跗蹠长约36.7毫米，尾长约11.49厘米。
珠眼嘲鸫是留鸟，栖息在灌木林，它们是杂食性动物。

## 亚种
- Margarops fuscatus fuscatus，分布在巴哈马、伊斯帕尼奥拉岛、波多黎各、小安的列斯群岛和大安的列斯群岛。
- Margarops fuscatus densirostris，分布在小安的列斯群岛的瓜德罗普岛、多米尼加和马提尼克岛。
- Margarops fuscatus klinikowskii，分布在圣卢西亚岛。
- Margarops fuscatus bonairensis，分布在洛斯蒙赫斯群島的博奈尔岛和Horquilla。[4]